# Mirrored Hate Painting
Mirrored Hate Painting – drugi album studyjny projektu Carpe Tenebrum. Wydawnictwo ukazało się w 1999 roku nakładem wytwórni Hammerheart Records. Album został nagrany między wiosną a zimą 1998 w The Abyss Studio w Pärlby w Szwecji we współpracy z Tommym Tägtgrenem.

## Lista utworów
Opracowano na podstawie materiału źródłowego.
1. „The Abyss's Mystic Haze” – 6:07
2. „Lured like You Thought” – 6:16
3. „The Painting” – 5:05
4. „Mirrored in Scarry Skies” – 5:24
5. „And Fever” – 5:50
6. „Ludus” – 5:42
7. „Void Dress” – 2:45
8. „Dreaded Chaotic Reign” – 2:47

Słowa: Astennu, Adriane A.Done, muzyka: Astennu

## Twórcy
Opracowano na podstawie materiału źródłowego.

- Nagash – śpiew
- Astennu – gitara, gitara basowa, instrumenty klawiszowe, programowanie perkusji, dodatkowy śpiew, miksowanie
- Tommy Tägtgren – miksowanie